# Yim Soon-rye
Yim Soon-rye (* 1960 in Incheon) ist eine südkoreanische Filmregisseurin. Sie gehört zu den bedeutendsten Regisseuren der Anfänge der Korean New Wave. Weiterhin ist sie Präsidentin der Korea Animal Rights Advocates.
Yim erhielt Zuspruch für ihren ersten Langfilm Drei Freunde (1996). Auf dem ersten Busan International Film Festival wurde der Film mit dem NETPAC-Award ausgezeichnet. Der Film sei ein Porträt von Koreas Generation X und Yim gelang ein feines Gleichgewicht zwischen unbeschwerter Komödie und realistischem Drama. Viel Aufmerksamkeit erhielt sie für Waikiki Brothers (2001) über eine kaum bekannte Band, die von Kleinstadt zu Kleinstadt reist, um in ein paar Nachtklubs aufzutreten. 2008 drehte Yim mit Forever the Moment einen Film über die südkoreanische Frauen-Handballnationalmannschaft, die bei den Olympischen Spielen 2004 in Athen die Silbermedaille gewann. Der Film erreichte über vier Millionen Kinobesucher in Südkorea.
Weiterhin führte Yim Regie beim 2014 veröffentlichten Thriller Whistleblower, der auf dem Fälschungsskandal des Wissenschaftlers Hwang Woo-suk basiert. 2018 kehrte sie zurück mit dem kulinarischen Wohlfühlfilm Little Forest und Kim Tae-ri in der Hauptrolle, basierend auf den gleichnamigen Manga von Daisuke Igarashi.

## Filmografie
- 1994: Walking In The Rain (우중산책 Ujungsanchaek, Kurzfilm)
- 1996: Drei Freunde (세 친구 Se Chingu)
- 2001: Waikiki Brothers (와이키키 브라더스)
- 2003: If You Were Me (여섯 개의 시선 Yeoseot Gae-ui Siseon)
- 2008: Forever the Moment (우리 생애 최고의 순간 Uri Saengae Choegoui Sungan)
- 2009: Fly, Penguin (날아라 펭귄 Narara Penggwin)
- 2010: Rolling Home with a Bull (소와 함께 여행하는 법)
- 2011: Mianhae, Gomawo (미안해, 고마워)
- 2013: South Bound (남쪽으로 튀어)
- 2014: Whistleblower (제보자)
- 2018: Little Forest (리틀 포레스트)

## Auszeichnungen
Korean Association of Film Critics Awards 2001
- Auszeichnung in der Kategorie beste Regie für Waikiki Brothers

Chunsa Film Art Awards 2001
- Auszeichnung in der Kategorie bestes Drehbuch für Waikiki Brothers

Korean Film Producers Association Awards 2018
- Auszeichnung in der Kategorie beste Regie für Little Forest